# 부메랑 효과
부메랑 효과(Boomerang Effect)는 넓게는 어떤 계획 또는 행위가 원래 의도한 목적을 벗어나 계획 입안자나 행위자 측에 불리한 결과를 미치는 것을 말한다. 경제 측면에서의 부메랑 효과는 선진공업국이 개발도상국에 경제적 원조를 하거나 자본을 투자한 결과, 현지생산이 시작되어 마침내 그 제품이 현지시장의 수요를 충족시키고도 웃돌아 도리어 선진국에 역수출되어 선진공업국 기업과 경쟁을 벌이는 현상을 말한다.

## 개요
선진국이 개발도상국에 제공한 경제원조나 자본투자 결과 현지생산이 이루어지고, 이어서 그 생산제품이 현지시장 수요를 초과하게 되어 선진국에 역수출됨으로써 선진국의 당해산업과 경합하는 것. 부메랑은 원래 오스트레일리아 원주민이 사용한 던지면 다시 되돌아오는 사냥기구이다. 2차대전 후 서구 각국의 자본투자 기술원조를 받아 발전한 일본의 중화학공업 부문이 현재는 그 제품을 서구 각국에 역수출하여 그 나라에 위협을 주고 있는 것과 같은 현상을 부메랑 현상이라고 한다.

## 같이 보기
- 나비 효과